# Malawijskie Siły Powietrzne
Malawijskie Siły Powietrzne dysponują 12 samolotami wojskowymi. Ich główną bazą jest Chileka. Do przewozu VIP-ów służy BAe 125-800 oraz śmigłowiec Aerospatiale SA-365 Dauphin. Zadania transportowe wypełniają 4 samoloty Dornier Do 228 i 6 samolotów Dornier Do 128D Skyservant oraz 2 śmigłowce typu Aerospatiale SA-330 Puma, zaś Aerospatiale SA-316B Alouette wypełnia zadania łącznikowe.